# Scanlation

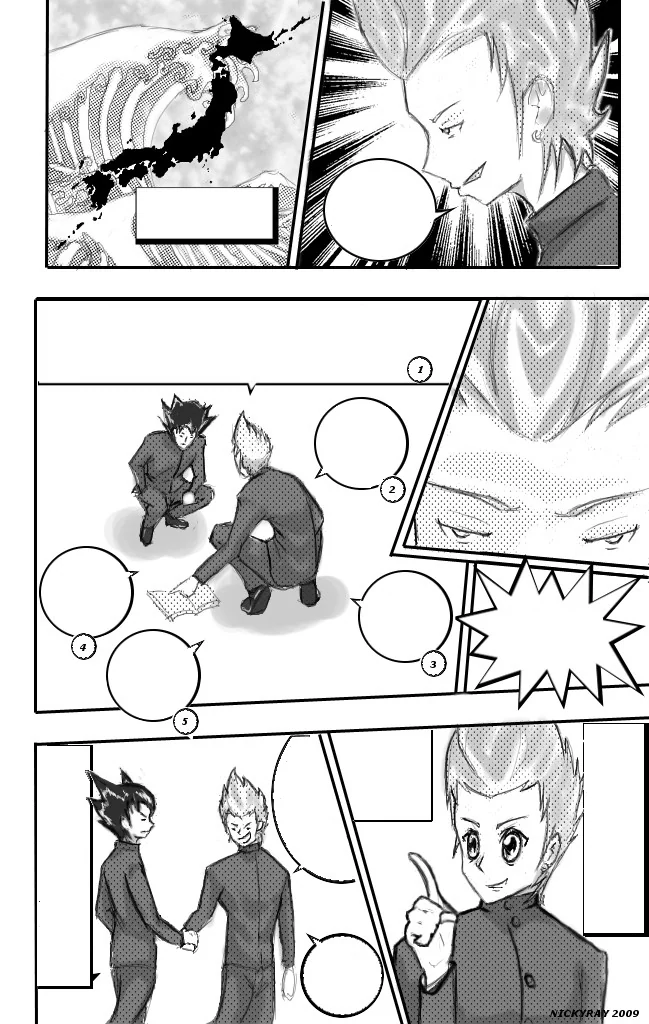
Pagina di manga in cui è stato rimosso il testo originale (cleaning), in attesa di inserimento di quello tradotto (editing).

Scanlation è un termine inglese consistente in una portmanteau delle parole scan (scansione) e translation (traduzione). Esso è correntemente usato per riferirsi a un qualunque genere di fumetto (manga, comics, manwha, ecc.) tradotto dalla lingua originale in un'altra lingua, scannerizzato ed edito da parte di gruppi di fan, e infine distribuito gratuitamente via Internet. Generalmente ad essere distribuiti tramite scanlation sono soprattutto i manga attualmente in corso in Giappone e già noti al grande pubblico internazionale, ma che non dispongono di una distribuzione nel paese di destinazione.
Le scanlation variano molto nella qualità del risultato ottenuto, che può dipendere dalla qualità dell'immagine e dalla cura della traduzione. Se le scanlation in lingua inglese hanno come sorgente i fumetti in lingua originale (generalmente giapponese, cinese e coreano) in Italia il fenomeno si basa prevalentemente sulla traduzione di seconda mano di scanlation in lingua inglese. In questi casi la fedeltà della traduzione è legata a quella della prima traduzione. Per quanto riguarda la qualità dell'immagine possono venir usate come base sia le scan in lingua originale, sia quelle da cui vengono prese le traduzioni.

## Aspetti legali
Secondo la Convenzione di Berna le scanlation sono illegali. Nonostante questo gli editori italiani vedono le scanlation come un termometro per valutare il gradimento di nuove serie da proporre.
Sotto il profilo giuridico le scanlation non sono un'attività lecita, in quanto comporta l'utilizzo e la distribuzione non autorizzata di materiale coperto da diritto d'autore a nulla rilevando la circostanza che si rivolga a produzioni per le quali non vi sia ancora stata acquisizione di licenza per la distribuzione nazionale: il copyright, infatti, è sempre riservato e qualunque utilizzo del materiale diverso dalla fruizione privata consentita dall'acquisto di una copia originale è appunto subordinato alla concessione dell'apposita licenza da parte dei detentori. Del resto, anche le operazioni alla base delle scanlation sono illegali, a partire dalla scansione delle immagini originali al fine di diffonderli, ovvero dall'utilizzo diretto delle immagini estratte (cd. raw). La legge italiana sul diritto d'autore, ad esempio, consente a chi abbia acquisito il legittimo possesso dell'opera solo la copia privata per uso personale, senza fini direttamente o indirettamente commerciali, e comunque senza violazione delle misure tecnologiche di protezione predisposte dagli aventi diritto (art. 71-sexies della legge sul diritto d'autore).

## Etica
Nonostante i gruppi di scanlation siano separati e raramente interagiscano tra loro, traducendo i loro sforzi in progetti comuni, hanno una sorta di codice etico, un insieme di regole non scritte che vengono più o meno rispettate a seconda dei casi e delle situazioni. Un esempio di queste regole è il non intraprendere la pubblicazione di un progetto da parte di un gruppo se questo è già pubblicato da un altro gruppo. Tuttavia spesso questo viene meno, soprattutto per i fumetti più famosi (come Dragon Ball, One Piece, Naruto, ecc.) che sono intrapresi dalla maggior parte dei gruppi (in particolare a livello italiano). Un'altra convenzione è quella di rispettare il volere dei vari gruppi riguardo all'utilizzo delle proprie scan. Alcuni infatti, non desiderano che altri gruppi utilizzino le proprie per effettuare le loro release. Il rispetto di queste volontà varia anche qui di caso in caso. Allo stesso modo quando un gruppo utilizza materiale proveniente da un altro è buona norma creditare il gruppo originale. Il rispetto di queste norme varia da situazione a situazione. Spesso i gruppi più "esperti" e famosi tendono a rispettarle maggiormente rispetto ai gruppi più giovani e inesperti, anche se non è possibile formulare una regola precisa.

## Realizzazione
La realizzazione di una scanlation si divide in scansione, traduzione, editing, lettering e distribuzione.

### Scansione
Il primo passo per ottenere una scansione è scannerizzare le pagine del manga tramite uno scanner.
Agli inizi questa operazione era ottenuta aprendo il manga sulle pagine desiderate, rivolgendole verso l'area di scansione e premendo in modo deciso la costa del volumetto verso il piatto, in modo da ottenere immagini il più possibile piatte. Il problema di questa tecnica erano i risultati altalenanti: spesso le immagini risultavano comunque distorte e più grigie nella parte centrale. Inoltre in quel periodo la qualità degli scanner non permettevano di ottenere risultati qualitativamente buoni.
L'avvento delle interfacce USB per scanner, ha portato a un netto miglioramento della qualità delle immagini e nella velocità di acquisizione. Inoltre con il tempo sono state ideate, provate e messe in pratica varie tecniche per smontare il volumetto e separare le pagine del manga. In questo modo è possibile scannerizzare le pagine singolarmente ottenendo immagini chiare e piatte. 
Tra queste i metodi più diffusi sono:
- il taglio delle pagine, che ovviamente comporta un danno irreparabile al volumetto
- l'uso del ferro da stiro per ammorbidire la colla della costina, in questo modo è possibile staccare le singole pagine
- l'uso del micro-onde, in questo caso si mette il manga insieme a un bicchiere d'acqua nel forno a microonde per qualche minuto, in modo da ammorbidire la colla e poter anche in questo caso sfilare le pagine senza danni.

Gli ultimi due metodi, se realizzati con cura permettono di ri-assemblare il volumetto ottenendo di nuovo un volume quasi uguale all'originale.
Una volta scannerizzati i file vengono salvati solitamente o in formato TIFF o PNG ed in formato PSD, che consente di correggere rapidamente eventuali errori di battitura. Le pagine scannerizzate vengono chiamate "RAW".

### Traduzione
In questo caso il traduttore si limita a leggere il volumetto e scrivere su un file la traduzione di tutti i balloon di testo su un documento elettronico. In sede di traduzione il traduttore deve scegliere come adattare le incredibili sfaccettature che la lingua giapponese riesce a dare ai discorsi. Inoltre è suo compito decidere se mantenere o rimuovere i suffissi tipici della lingua giapponese (-chan, -kun, ...). Spesso nei manga sono presenti battute o giochi di parole che non sono traducibili, inoltre non è raro che un'opera parli di un luogo o di un avvenimento storico giapponese oppure che citi o faccia riferimento ad altre opere, che se non commentati non potrebbero venir capiti da un normale lettore. Il traduttore quindi deve decidere se scrivere delle note a margine oppure se stilare una lista di commenti a fondo capitolo per spiegare i riferimenti più importanti per capire la storia. 
Proprio tuttavia per la complessità della lingua giapponese, la maggioranza dei team di scanlation, sfruttando l'incredibile diffusione del fenomeno nei paesi anglofoni, preferisce tradurre dall'inglese. Ovviamente, ciò comporta notevoli svantaggi: oltre al livello qualitativamente parlando inferiore della traduzione, essendo di terza mano, il team che utilizza solo traduzioni inglesi sarà costretto a scegliere di adattare in italiano solo manga presenti nel repertorio inglese, ovviamente inferiore a quello giapponese. Essendo tuttavia il fenomeno strettamente legato ai team con presenza di traduttori liceali, si può capire il perché di questa scelta: l'inglese è una lingua più familiare ai giovani, poiché è imposta come materia obbligatoria nelle scuole fin dalle elementari.
È prassi comune, in caso si scelga un adattamento italiano di un adattamento in inglese, citare il team inglese avente tradotto dal giapponese tale manga.

### Cleaning
Questa è forse la fase più lunga dopo la parte di scansione del volumetto. Infatti il cleaner per tutte le pagine del fumetto procede a:
- livellare la pagina in modo da rimuovere il rumore introdotto nel processo di scansione.
- raddrizzare la pagina nel caso la pagina sia stata scansionata storta
- unire eventuali pagine doppie, ricostruendo le parti di immagine mancanti
- rimuovere tutto il testo presente
- eventualmente rifare le onomatopee (i suoni) presenti sulla pagina, anche in questo caso ricostruendo parte dell'immagine se necessario

Non è inoltre raro che nella scan su cui si lavora per l'editing (giapponese, o inglese che sia), si possa trovare del testo inserito al di fuori dei balloon. Tale testo viene comunemente definito dai gruppi di scanlation "redraw" (dall'inglese "ridisegnare"), poiché appunto per editarlo è necessario cancellare il testo e ricostruire l'immagine che vi si trovava al di sotto. 
Non di rado tuttavia, soprattutto nei gruppi che contano pochi membri, capita che ad occuparsi dei redraw, così come dell'unione di pagine doppie, è la medesima persona che si occupa dell'editing. L'ultimo punto, relativo alle onomatopee, viene spesso ignorato per mancanza di tempo. Al posto della ricostruzione viene inserita una nota sulla pagina con la descrizione dell'onomatopea.

### Editing/typesetting
Chi si occupa di questa fase prende il file di testo, preparato dal traduttore, e inserisce il testo tradotto nei balloon vuoti. A questo punto c'è da segnalare come ci siano varie correnti di pensiero riguardo all'editing. Sostanzialmente possono essere riassunte in due filoni principali: il primo crede che l'importante sia sillabare il testo il meno possibile, in modo da non complicare la lettura; il secondo preferisce concentrarsi sulla forma del testo nel balloon, a discapito della sillabazione. Ci sono poi ulteriori diversificazioni da editor a editor, c'è chi preferisce mantenere una dimensione del testo piuttosto costante, senza aumenti drastici a meno di elevati cambi di dimensione del balloon, altri invece cambiano continuamente la dimensione del font riempiendo quasi interamente il balloon. La stessa corrente della forma ha due tipologie differenti: la prima ritiene che il testo debba avere una forma rettangolare qualunque sia la forma del balloon, la seconda invece ritiene che il testo debba avere una forma a rombo, adatta alla maggior parte dei balloon, e che debba essere variata là dove serve.
Lo scopo principale del typesetting è quello di dare enfasi al testo. Una delle principali differenze tra i maggiori gruppi di scanlation ed i capitoli pubblicati dagli editori è l'utilizzo di diversi tipi di carattere, a seconda di situazioni, dialoghi e personaggi.
Spesso i vari gruppi per evitare di dover poi correggere le pagine dei capitoli che realizzano fanno svolgere a una persona diversa dal traduttore e dell'Editor un controllo alla qualità complessiva del capitolo, in modo da correggere errori grossolani o dimenticanze.

### Distribuzione
Le scanlation in italiano sono un fenomeno in continua espansione, tanto che su scala internazionale dopo quelle in lingua inglese (gestite in particolare da gruppi americani), e quelle in lingua spagnola in certi ambiti, sono il movimento probabilmente più vasto. In Italia le scanlation vengono distribuite dai vari gruppi tramite i loro siti web, o eventualmente tramite siti esterni che raggruppano lavori di più gruppi. Essendo il fenomeno di tipo amatoriale alcuni gruppi si affidano a servizi di file hosting. Non molto diffusi sono i sistemi basati su server FTP o tramite canali IRC. Lo scambio tramite protocolli P2P solitamente non viene vista di buon occhio dai gruppi stessi per l'impossibilità di poter impedire l'eventuale rimozione dei file. Molto raramente i gruppi stessi mantengono dei tracker Bittorrent per lo scambio dei file delle loro release in modo da poter rimuovere i file in caso di licensing delle serie.